# Lepinia ponapensis
Lepinia ponapensis là một loài thực vật có hoa trong họ La bố ma. Loài này được Hosok. mô tả khoa học đầu tiên năm 1934.